# ロバート・フォード・ゲージェン
ロバート・フォード・ゲージェン（Robert Ford Gagen RCA、1847年5月10日 – 1926年3月2日）は、イギリス生まれのカナダの画家である。

## 略歴
ロンドンで生まれた。15歳ころの1862年に両親とカナダに移住し、オンタリオ州ヒューロン郡のHarpurhey（現在のSeaforth） に住んだ 。1863年に近くに住むクレスウェル（William Nicoll Cresswell: 1818–1888）という画家から絵を学んだ。その後、トロントに出て私立の絵画学校で学んだ。1872年に画家でもあったジョン・アーサー・フレーザーが経営する写真スタジオ「Notman and Fraser」に雇われ、写真に水彩で彩色するなどの仕事をした。この会社で1878年まで、後に有名になる画家たちとともに働いた。
海辺や川辺の風景を描くようになり、ケベック州のセントローレンス川の流域やアメリカのメイン州やマサチューセッツ州の海岸を旅し、風景を描いた。1900年にはロッキー山脈やセルカーク山脈を描き、1906年にはスコットランドやスイスも訪れた。1910年頃には再びセント・ローレンス川の風景を描いた。
1872年にオンタリオ芸術家協会（Ontario Society of Artists ）の創立メンバーになり、1889年から1926年の間、幹事を務めた。1880年に王立カナダ美術アカデミー(Royal Canadian Academy of Arts)の準会員に選ばれ、1915年に正会員に選ばれた 。1893年のシカゴ万国博覧会のカナダ館の運営委員にも任命された。1901年の汎アメリカ博覧会(Pan-American Exposition) 、1904年のセントルイス万国博覧会でも同様の委員を務めた。
1879年から毎年開催されるようになったカナダ全国展（Canadian National Exhibition）の役員を1904年から亡くなるまで務めた。トロントの美術学校（Central Ontario School of Art and Design、後のオンタリオ州立芸術大学）の理事会のメンバーも務めた。1926年のカナダ水彩画家協会の設立に貢献し、会長も務めた。
1918年にカナダの戦争記録基金（War Memorials Fund）の依頼で第一次世界大戦中のトロントの造船所を描いた 。
1928年にトロントで没した。

## 作品

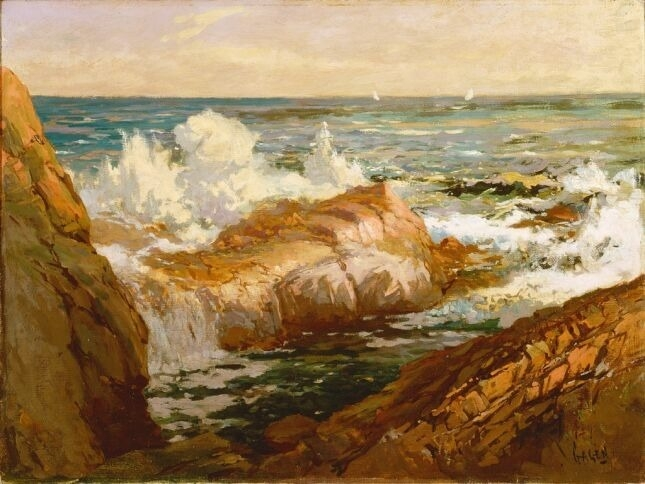
" Late Afternoon " (1923) カナダ国立美術館
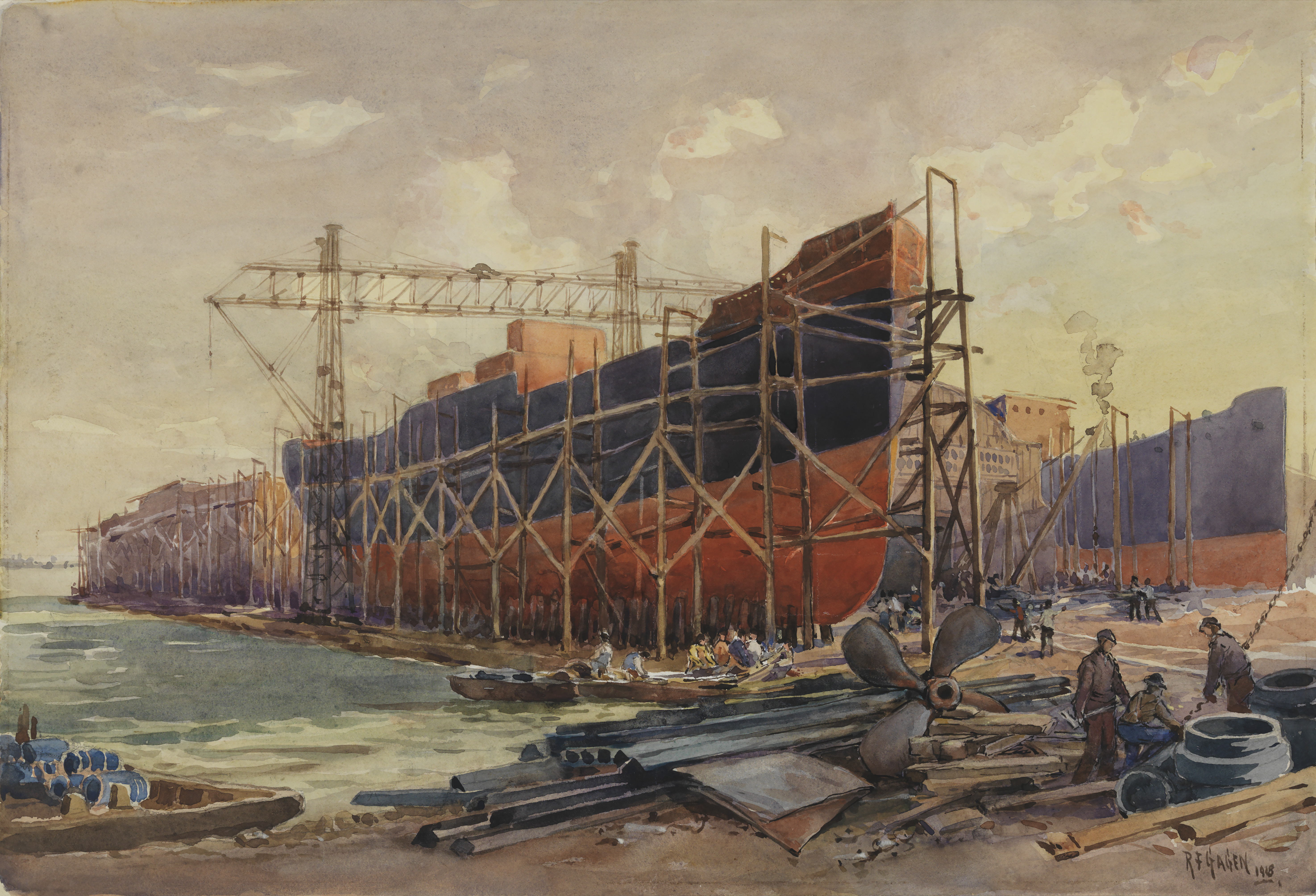
トロントの造船所 (1918) カナダ戦争博物館
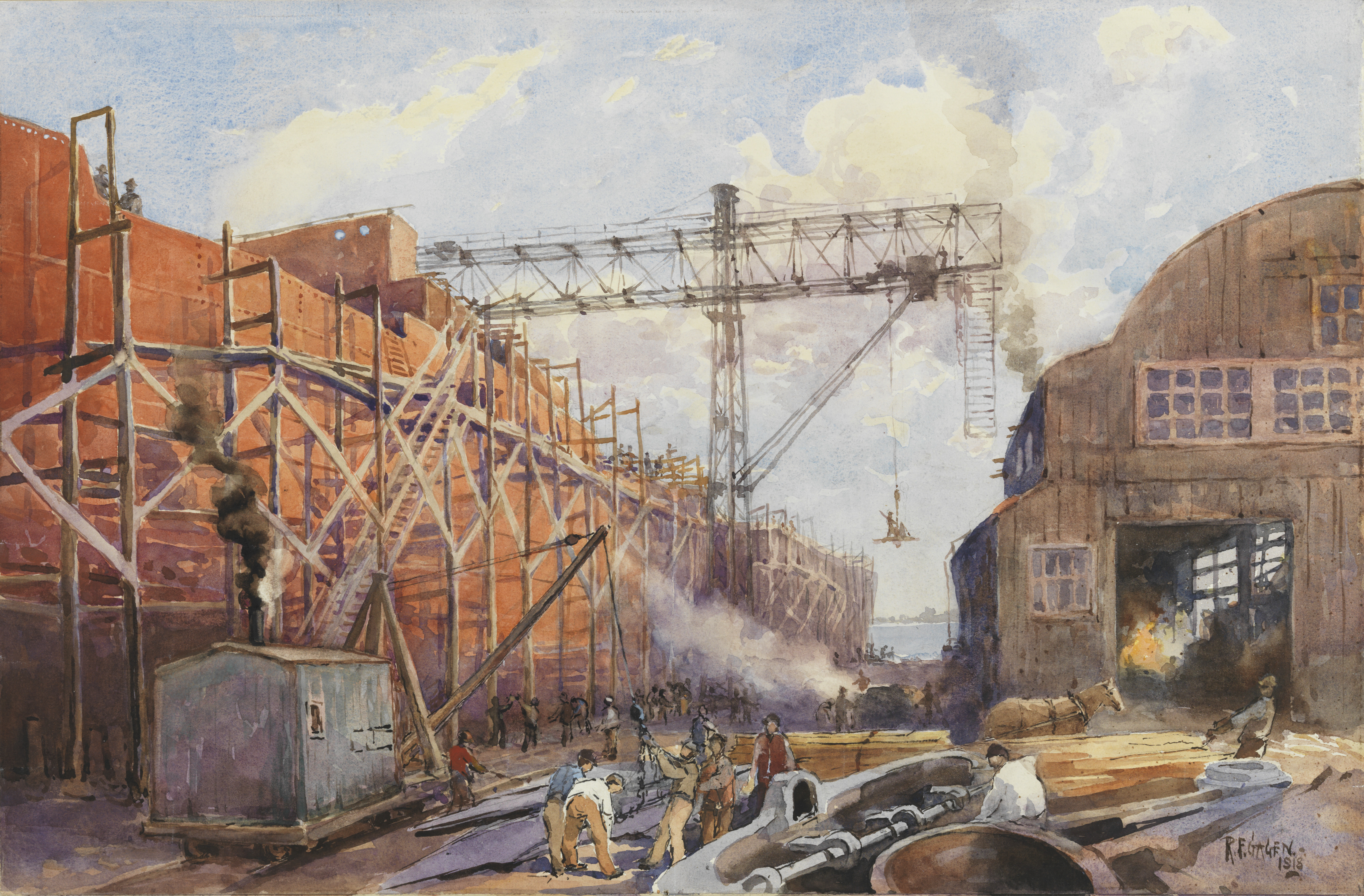
トロントの軍需工場 (1918) カナダ戦争博物館